# Nikola Treskanica
Nikola Treskanica (18 luglio 2001) è un giocatore di football americano serbo, che gioca nel ruolo di safety per i Beograd Vukovi.